# Saison 1 de Call Me Fitz
Chronologie
Saison 2
Cet article présente les treize épisodes de la première saison de la série télévisée canadienne Call Me Fitz.

## Synopsis
Richard « Fitz » Fitzpatrick est un vendeur de voitures d’occasions dont la vie va changer avec l’arrivée d’un nouveau vendeur, le bien-pensant Larry, qui se prétend être la conscience de Fitz, et qui va devenir son alter ego.

## Distribution

### Acteurs principaux
- Jason Priestley (V. F. ; V. Q. : Martin Watier) : Richard « Fitz » Fitzpatrick
- Ernie Grunwald (V. F. ; V. Q. : Frédéric Paquet) : Larry
- Peter MacNeill (V. F. ; V. Q. : Vincent Davy) : Ken Fitzpatrick
- Kathleen Munroe (V. F. ; V. Q. : Mélanie Laberge) : Ali Devon
- Tracy Dawson (V. F. ; V. Q. : Manon Leblanc) : Meghan Fitzpatrick
- Donavon Stinson (V. F. ; V. Q. : Louis-Philippe Dandenault) : Josh McTaggart
- Brooke Nevin (V. F. ; V. Q. : Ariane-Li Simard-Côté) : Sonja Lester

### Acteurs récurrents
- Huse Madhavji (V. F. ; V. Q. : Philippe Martin) : Ruptal 1
- Shaun Shetty (V. F. ; V. Q. : Nicholas Savard L'Herbier) : Ruptal 2
- Amy Sloan : Dot Foxley
- Jonathan Torrens (V. F. ; V. Q. : François Trudel) : Chester Vince
- Gillian Ferrier (V. F. ; V. Q. : Kim Jalabert) : Kara
- Joanna Cassidy (V. F. ; V. Q.: Claudine Chatel) : Elaine Fitzpatrick
- Phyllis Ellis (V. F. ; V. Q. : Élise Bertrand) : Babs Dalton

## Liste des épisodes

### Épisode 1:L'Éveil de la conscience
- Canada : 19 septembre 2010 sur The Movie Network et Movie Central[1]
- Québec : 11 mai 2011 sur AddikTV[2]
- France : 6 mai 2012 sur Serieclub[3]

### Épisode 2:Ciao Dinguo
- Canada : 19 septembre 2010 sur The Movie Network et Movie Central
- Québec : 18 mai 2011 sur AddikTV
- France : 6 mai 2012 sur Serieclub[3]

### Épisode 3:P'tite Maman
- Canada : 26 septembre 2010 sur The Movie Network et Movie Central
- Québec : 25 mai 2011 sur AddikTV
- France : 6 mai 2012 sur Serieclub[3]

### Épisode 4:L'Arnaqueuse
- Canada : 3 octobre 2010 sur The Movie Network et Movie Central
- Québec : 1er juin 2011 sur AddikTV
- France : 6 mai 2012 sur Serieclub[3]

### Épisode 5:Sexe, Bagnoles et Vidéo
- Canada : 10 octobre 2010 sur The Movie Network et Movie Central
- Québec : 8 juin 2011 sur AddikTV
- France : 6 mai 2012 sur Serieclub[3]

### Épisode 6:Maladie d'amour
- Canada : 17 octobre 2010 sur The Movie Network et Movie Central
- Québec : 15 juin 2011 sur AddikTV
- France : 13 mai 2012 sur Serieclub[4]

### Épisode 7:Le Scaphandre et la Chenille
- Canada : 24 octobre 2010 sur The Movie Network et Movie Central
- Québec : 22 juin 2011 sur AddikTV
- France : 13 mai 2012 sur Serieclub[4]

### Épisode 8:Sus à la belle-fille!
- Canada : 31 octobre 2010 sur The Movie Network et Movie Central
- Québec : 29 juin 2011 sur AddikTV
- France : 13 mai 2012 sur Serieclub[4]

### Épisode 9:Les Bons Côtés du matricide
- Canada : 7 novembre 2010 sur The Movie Network et Movie Central
- Québec : 6 juillet 2011 sur AddikTV
- France : 13 mai 2012 sur Serieclub[4]

### Épisode 10:Pour tout l'or du rein
- Canada : 14 novembre 2010 sur The Movie Network et Movie Central
- Québec : 13 juillet 2011 sur AddikTV
- France : 20 mai 2012 sur Serieclub[4]

### Épisode 11:La Nuit du sniper
- Canada : 21 novembre 2010 sur The Movie Network et Movie Central
- Québec : 20 juillet 2011 sur AddikTV
- France : 20 mai 2012 sur Serieclub[4]

### Épisode 12:Franchise, Intégrité et Faible Kilométrage, première partie
- Canada : 28 novembre 2010 sur The Movie Network et Movie Central
- Québec : 27 juillet 2011 sur AddikTV
- France : 20 mai 2012 sur Serieclub[4]

### Épisode 13:Franchise, Intégrité et Faible Kilométrage, deuxième partie
- Canada : 5 décembre 2010 sur The Movie Network et Movie Central
- Québec : 3 août 2011 sur AddikTV
- France : 20 mai 2012 sur Serieclub[4]